# Thoiry (Saboia)
Thoiry é uma comuna francesa na região administrativa de Auvérnia-Ródano-Alpes, no departamento de Saboia. Estende-se por uma área de 17,75 km². Em 2010 a comuna tinha 463 habitantes (densidade: 26,1 hab./km²).